# Véria (Jura)
Véria és un municipi francès situat al departament del Jura i a la regió de Borgonya - Franc Comtat. L'any 2007 tenia 136 habitants.

## Demografia

### Població
El 2007 la població de fet de Véria era de 136 persones. Hi havia 56 famílies de les quals 20 eren unipersonals (8 homes vivint sols i 12 dones vivint soles), 16 parelles sense fills, 16 parelles amb fills i 4 famílies monoparentals amb fills.
La població ha evolucionat segons el següent gràfic:
Habitants censats

### Habitatges
El 2007 hi havia 91 habitatges, 58 eren l'habitatge principal de la família, 21 eren segones residències i 12 estaven desocupats. 88 eren cases i 3 eren apartaments. Dels 58 habitatges principals, 49 estaven ocupats pels seus propietaris, 7 estaven llogats i ocupats pels llogaters i 1 estava cedit a títol gratuït; 6 tenien dues cambres, 11 en tenien tres, 17 en tenien quatre i 23 en tenien cinc o més. 42 habitatges disposaven pel capbaix d'una plaça de pàrquing. A 29 habitatges hi havia un automòbil i a 20 n'hi havia dos o més.

### Piràmide de població
La piràmide de població per edats i sexe el 2009 era:
| Homes | Edats   | Dones |
| ----- | ------- | ----- |
| 0     | 95 o +  | 0     |
| 0     | 90 a 94 | 0     |
| 0     | 85 a 89 | 4     |
| 0     | 80 a 84 | 0     |
| 4     | 75 a 79 | 4     |
| 8     | 70 a 74 | 0     |
| 12    | 65 a 69 | 8     |
| 0     | 60 a 64 | 8     |
| 4     | 55 a 59 | 0     |
| 0     | 50 a 54 | 4     |
| 8     | 45 a 49 | 8     |
| 12    | 40 a 44 | 0     |
| 4     | 35 a 39 | 4     |
| 4     | 30 a 34 | 0     |
| 0     | 25 a 29 | 0     |
| 8     | 20 a 24 | 0     |
| 8     | 15 a 19 | 4     |
| 4     | 10 a 14 | 8     |
| 4     | 5 a 9   | 0     |
| 0     | 0 a 4   | 0     |

## Economia
El 2007 la població en edat de treballar era de 83 persones, 59 eren actives i 24 eren inactives. De les 59 persones actives 54 estaven ocupades (32 homes i 22 dones) i 5 estaven aturades (3 homes i 2 dones). De les 24 persones inactives 11 estaven jubilades, 7 estaven estudiant i 6 estaven classificades com a «altres inactius».

### Ingressos
El 2009 a Véria hi havia 63 unitats fiscals que integraven 147 persones, la mediana anual d'ingressos fiscals per persona era de 13.647 €.

### Activitats econòmiques
Dels 3 establiments que hi havia el 2007, 2 eren d'empreses extractives i 1 d'una empresa de construcció.
L'any 2000 a Véria hi havia 9 explotacions agrícoles que ocupaven un total de 505 hectàrees.

## Poblacions més properes
El següent diagrama mostra les poblacions més properes.